# Петелиус, Пиркка-Пекка
Пиркка-Пекка Петелиус (фин. Pirkka-Pekka Petelius; род. 31 мая 1953, Алаторнио, Финляндия) — финский комедийный актёр кино и телевидения, режиссёр, сценарист и певец. Получил известность благодаря главной роли в фильме Аки Каурисмяки «Гамлет идёт в бизнес» (1987).
Петелиус также известен как орнитолог. Вёл телевизионную программу «Возвращение к природе» (фин. Paluu luontoon) на канале Yle TV1.

## Карьера
Дебютировал в 1975  году.
В 1987 сыграл роль Гамлета в драматическом нуарном фильме режиссёра Аки Каурисмяки «Гамлет идёт в бизнес». До этого он снимался в другом фильме Каурисмяки под названием «Союз Каламари».
В 1994 озвучивал Тимона в финской версии мультфильма «Король Лев».
В 2007 исполнил роль финского военного деятеля времён Второй мировой войны генерала-лейтенанта Акселя Айро в военном фильме «Тали – Ихантала 1944», основанном на событиях сражения при Тали-Ихантала.
В 2017 получил высшую государственную награду Финляндии для деятелей искусств — Pro Finlandia.

## Личная жизнь
В 1998 женился на актрисе и певице Сари Сиикандер (фин. Sari Siikander), в 2003 они развелись.

## Фильмография
| Год  |   | Русское название     | Оригинальное название  | Роль                          |
| ---- | - | -------------------- | ---------------------- | ----------------------------- |
| 1985 | ф | Союз Каламари        | Calamari Union         | Франк                         |
| 1987 | ф | Гамлет идёт в бизнес | Hamlet liikemaailmassa | Гамлет                        |
| 2007 | ф | Тали – Ихантала 1944 | Tali-Ihantala 1944     | генерал-лейтенант Аксель Айро |
| 2013 | ф | Восьмой шар          | 8-pallo                | Элиас Каски                   |
| 2015 | ф | Елена                | Kätilö                 | Йоуни                         |
| 2017 | ф | Неизвестный солдат   | Tuntematon sotilas     | капитан Каарна                |